# NGC 3656
NGC 3656 este o galaxie lenticulară situată în constelația Ursa Mare. A fost descoperită în 14 aprilie 1789 de către William Herschel. Se află la o distanță de 37 de megaparseci de Pământ.